# Mental Floss for the Globe
| Críticas profissionais | Críticas profissionais |
| Avaliações da crítica  | Avaliações da crítica  |
| Fonte                  | Avaliação              |
| ---------------------- | ---------------------- |
| All Music Guide        | link                   |

Mental Floss for the Globe é o álbum de estréia da banda de rock neerlandesa Urban Dance Squad, lançado em 1989. Ele contém o maior sucesso da banda, o single "Deeper Shade of Soul", que utiliza samples de uma canção do músico estadunidense Ray Barretto, de nome semelhante ("A Deeper Shade of Soul"), lançada em 1968.

## Faixas
1. Fast Lane (3:29)
2. No Kid (3:39)
3. Deeper Shade of Soul (4:29)
4. Prayer For My Demo (3:34)
5. Big Apple (3:30)
6. Piece Of Rock (4:59)
7. Brainstorm On The U.D.S. (4:03)
8. The Devil (3:21)
9. Famous When You're Dead (5:15)
10. Mental Floss For The Globe (3:05)
11. Struggle For Jive (4:04)
12. Man On The Corner (3:40)
13. God Blasts The Queen (4:11)